# Тевтобод
Тевтобод — вождь тевтонов с 125 до н. э. приблизительно по 102 до н. э., предводивший ими во время нашествия в Галлию в 103—102 до н. э.
В 102 до н. э. был разбит Марием при Аквах Секстиевых и сбежал, но был взят в плен.
При триумфе Мария в 101 до н. э. пленный Тевтобод произвёл громадное впечатление на римлян своим гигантским ростом. Скорее всего, после триумфа был умерщвлён.